# دوینسکوی (شهرستان ورخنتویمسکی، استان آرخانگلسک)
دوینسکوی (به لاتین: Dvinskoy) یک منطقهٔ مسکونی در روسیه است که در استان آرخانگلسک واقع شده‌است.